# جان باتيست فور
جان باتيست فور (بالفرنسية: Jean-Baptiste Faure)‏ هو مغني وملحن ومغني أوبرا فرنسي، ولد في 15 يناير 1830 في مولينز، ألير في فرنسا، وتوفي في 9 نوفمبر 1914 في باريس في فرنسا.

## وصلات خارجية
- جان باتيست فور على موقع ميوزك برينز (الإنجليزية)
- جان باتيست فور على موقع ديسكوغز (الإنجليزية)